# 白勉峡镇
白勉峡镇，是中华人民共和国陕西省汉中市西乡县下辖的一个乡镇级行政单位。

## 行政区划
白勉峡镇下辖以下地区：
铧炉村、五间房村、树林坪村、瓦溪沟村、柳坝村、十字路村、三岔河村、黄泥池村、马家湾村、火石滩村、双河村、中心村、双庙村和林寨河村。